# Mésigny
Mésigny est une commune française située dans le département de la Haute-Savoie, en région Auvergne-Rhône-Alpes dans le Sud-Est de la France.

## Géographie

### Localisation
La commune de Mésigny est située à 15 km au nord-ouest d'Annecy. Le point le plus bas (400 m) se situe à la rivière des petites Usses et le point le plus haut (720 m) se situe au hameau de Bornachon.
Les communes limitrophes de Mésigny sont : Chilly, Choisy, Sillingy, Sallenôves et La Balme-de-Sillingy.
La commune compte 18 hameaux en plus du chef-lieu :
- Bornachon
- Chamarande
- Chez Botton
- Chez Falconnet
- Chez Gaillard
- Chez Neyroud
- Grésy
- Haute-Combe
- Massy
- La Maladière
- La Mûre
- Le Crêt
- Le Valza
- Les Balmettes
- Les Choseaux
- Les Esserts
- Orgemont
- Vengeur

### Climat
Le climat est de type montagnard.

### Voies de communication et transports
Mésigny se situe entre la route départementale 1508 (D 1508, ancienne nationale 508), la départementale 207 et la départementale 7.
Mésigny est desservie par :
- l'autoroute A40, sortie 11 « Frangy » (20–25 km) et l'autoroute A41, sortie 16 « Annecy-sud » (20 km) ;
- le TGV ou le TER dans les gares d'Annecy (15 km), Bellegarde-sur-Valserine (27 km), Seyssel (20 km), Culoz (35 km) ;
- l'aéroport international de Genève-Cointrin (35–40 km) ou l'aéroport régional d'Annecy (12 km).

Mésigny est aussi accessible en transports en commun avec la ligne 22, reliant Annecy à Valserhône. Cette ligne, gérée par Cars Région Haute-Savoie, dessert deux arrêts sur la commune : Massy et Route de Grésy.

### Morphologie urbaine
Deux hameaux portent le nom des familles importantes dans le passé : Chez Botton et Chez Gaillard.

## Urbanisme

### Typologie
Au 1er janvier 2024, Mésigny est catégorisée commune rurale à habitat dispersé, selon la nouvelle grille communale de densité à sept niveaux définie par l'Insee en 2022.
Elle est située hors unité urbaine. Par ailleurs la commune fait partie de l'aire d'attraction d'Annecy, dont elle est une commune de la couronne,. Cette aire, qui regroupe 79 communes, est catégorisée dans les aires de 200 000 à moins de 700 000 habitants,.

### Occupation des sols
L'occupation des sols de la commune, telle qu'elle ressort de la base de données européenne d’occupation biophysique des sols Corine Land Cover (CLC), est marquée par l'importance des territoires agricoles (75,3 % en 2018), une proportion identique à celle de 1990 (75,3 %). La répartition détaillée en 2018 est la suivante : 
terres arables (44,1 %), forêts (24,7 %), zones agricoles hétérogènes (18 %), prairies (13,1 %).
L'IGN met par ailleurs à disposition un outil en ligne permettant de comparer l’évolution dans le temps de l’occupation des sols de la commune (ou de territoires à des échelles différentes). Plusieurs époques sont accessibles sous forme de cartes ou photos aériennes : la carte de Cassini (XVIIIe siècle), la carte d'état-major (1820-1866) et la période actuelle (1950 à aujourd'hui).

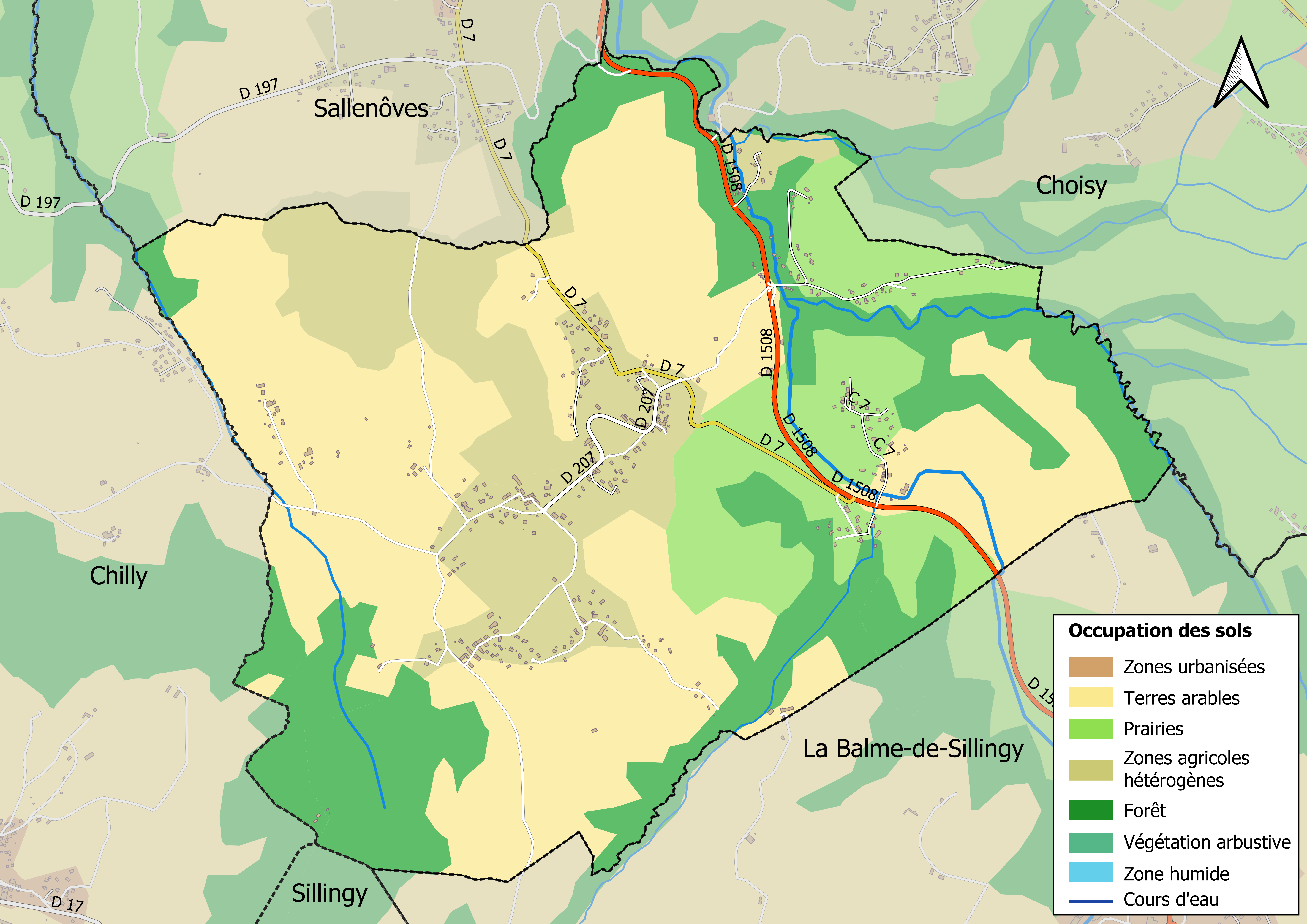
Carte des infrastructures et de l'occupation des sols en 2018 (CLC) de la commune.
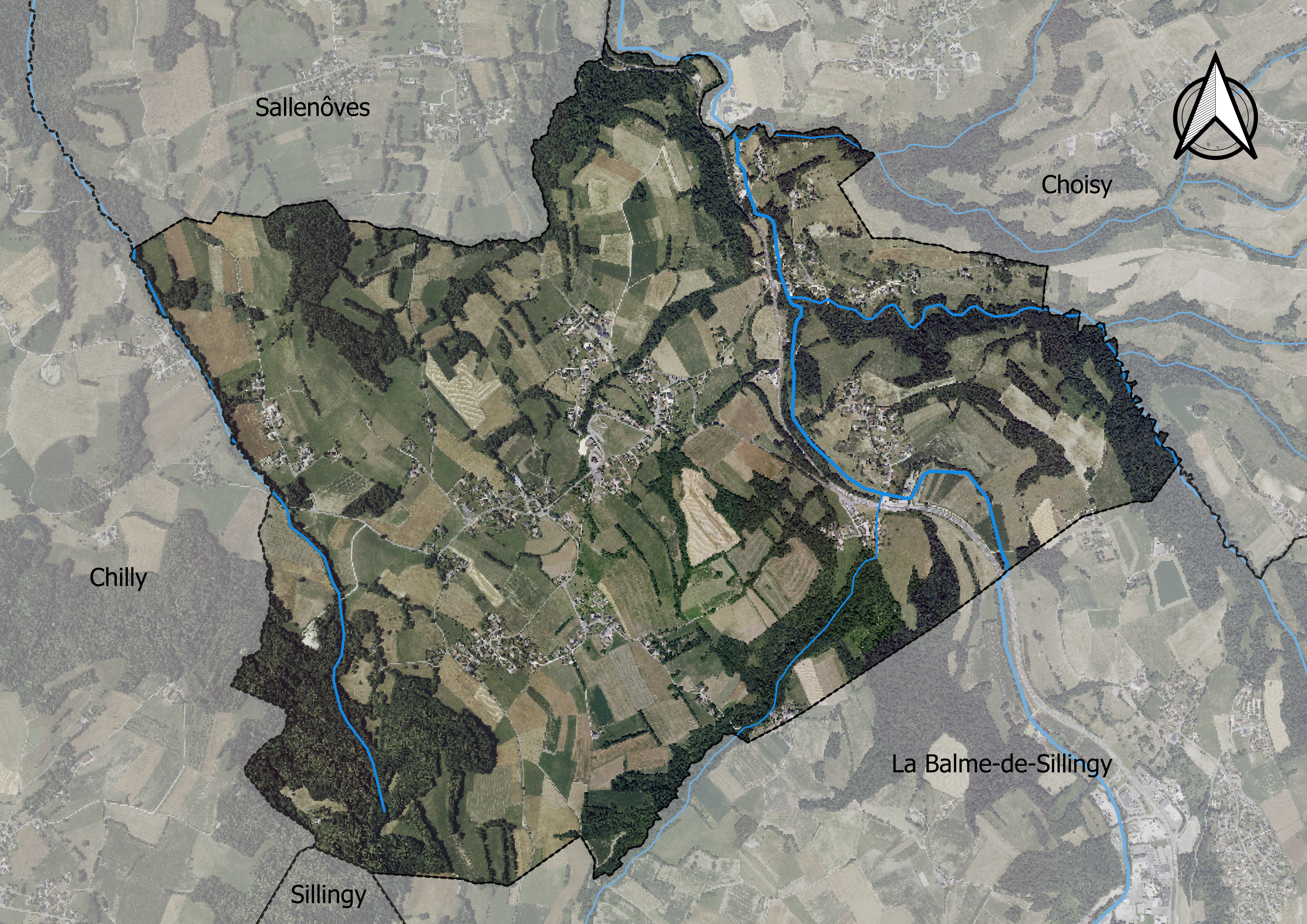
Carte orthophotogrammétrique de la commune.

## Toponymie
En francoprovençal, le nom de la commune s'écrit Mèznyi , selon la graphie de Conflans.

## Politique et administration

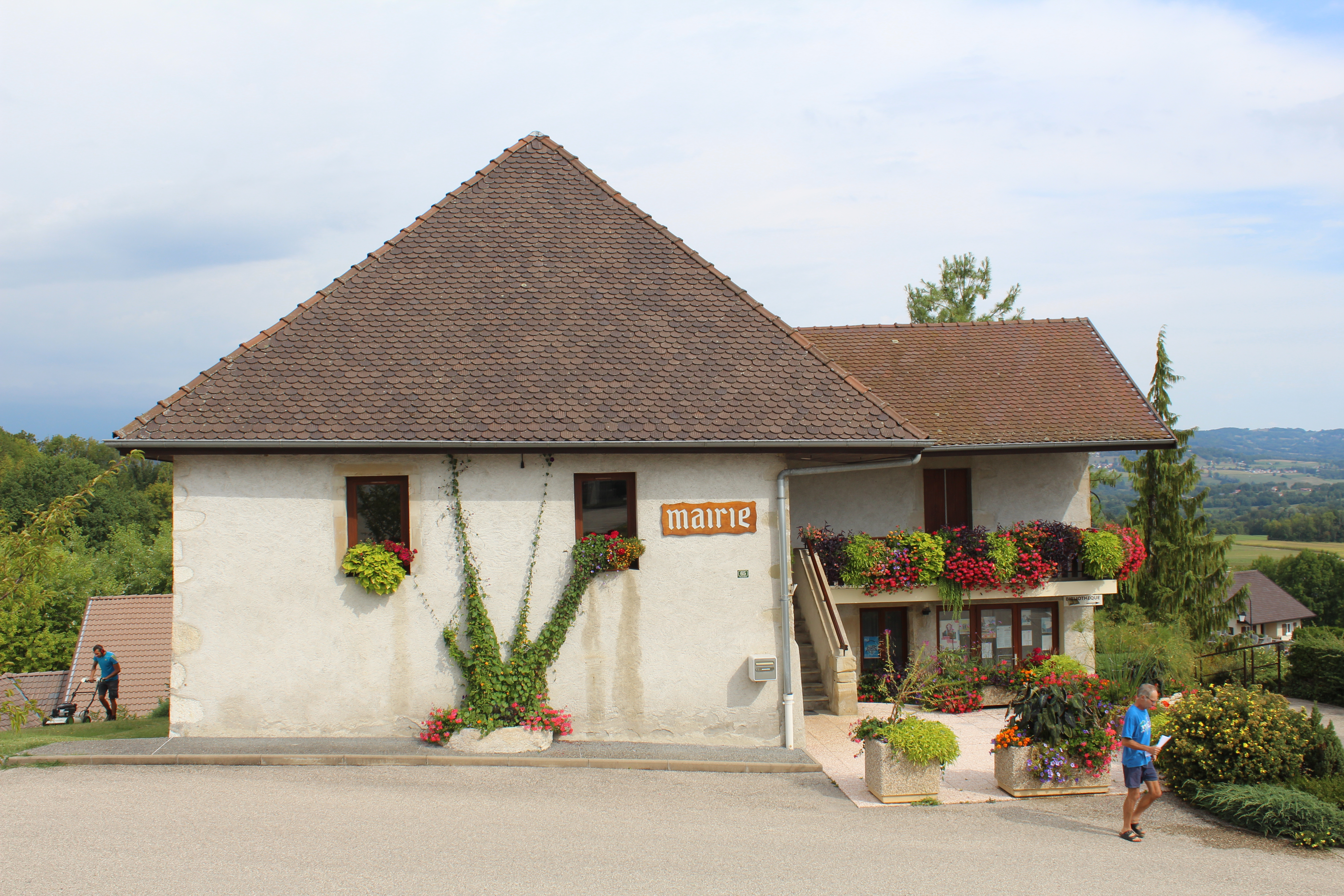
Mairie.

### Situation administrative
La commune de Mésigny appartient au canton d'Annecy-1, qui compte, selon le redécoupage cantonal de 2014, 9 communes et une fraction de la ville d'Annecy. Avant ce redécoupage, elle appartenait au canton d’Annecy-Nord-Ouest.
Elle fait partie de la communauté de communes de Fier et des Usses (CCFU) qui regroupe six autres communes, Sillingy, La Balme-de-Sillingy, Lovagny, Choisy, Nonglard et Sallenôves. Initialement, les six communes rurales du canton d’Annecy-Nord-Ouest forme en 1992 un EPCI autour du territoire du Fier et des Usses, qui évolue en 2002 en communauté de communes, que la commune de Sallenôves rejoint.
Mésigny relève de l'arrondissement d'Annecy et de la première circonscription de la Haute-Savoie, dont le député est Bernard Accoyer (UMP) depuis les élections de 2012.

### Liste des maires
| Période                                  | Période  | Identité         | Étiquette | Qualité           |
| ---------------------------------------- | -------- | ---------------- | --------- | ----------------- |
| 1983                                     | 2001     | Bernard Charvier | aucun     | agent territorial |
| 2001                                     | 2020     | Michel Fourcy    | aucun     | Retraité          |
| 2020                                     | En cours | Sylvie Leroux    | aucun     |                   |
| Les données manquantes sont à compléter. |          |                  |           |                   |

## Population et société
Ses habitants sont appelés les Mésigniens ou Mésignois.

### Démographie
L'évolution du nombre d'habitants est connue à travers les recensements de la population effectués dans la commune depuis 1793. Pour les communes de moins de 10 000 habitants, une enquête de recensement portant sur toute la population est réalisée tous les cinq ans, les populations de référence des années intermédiaires étant quant à elles estimées par interpolation ou extrapolation. Pour la commune, le premier recensement exhaustif entrant dans le cadre du nouveau dispositif a été réalisé en 2005.

En 2022, la commune comptait 802 habitants, en évolution de +7,22 % par rapport à 2016 (Haute-Savoie : +6,01 %, France hors Mayotte : +2,11 %).
| 1793 | 1800 | 1806 | 1822 | 1838 | 1848 | 1858 | 1861 | 1866 |
| ---- | ---- | ---- | ---- | ---- | ---- | ---- | ---- | ---- |
| 216  | 264  | 308  | 318  | 421  | 555  | 448  | 466  | 509  |

| 1872 | 1876 | 1881 | 1886 | 1891 | 1896 | 1901 | 1906 | 1911 |
| ---- | ---- | ---- | ---- | ---- | ---- | ---- | ---- | ---- |
| 516  | 534  | 547  | 486  | 516  | 433  | 426  | 425  | 398  |

| 1921 | 1926 | 1931 | 1936 | 1946 | 1954 | 1962 | 1968 | 1975 |
| ---- | ---- | ---- | ---- | ---- | ---- | ---- | ---- | ---- |
| 360  | 347  | 341  | 314  | 282  | 279  | 281  | 289  | 348  |

| 1982 | 1990 | 1999 | 2005 | 2006 | 2010 | 2015 | 2020 | 2022 |
| ---- | ---- | ---- | ---- | ---- | ---- | ---- | ---- | ---- |
| 449  | 579  | 630  | 693  | 692  | 686  | 689  | 794  | 802  |

On note une régression en 1916 : 400 habitants qui deviennent 275 en 1955. Cette diminution de la population est due à la Première Guerre mondiale et à la Seconde Guerre mondiale.
L'amélioration du réseau routier va amorcer la remontée dès 1975 : 350 habitants.
Le nombre d'habitants de Mésigny a vite augmenté, car en 2005, il y en avait 692, soit 342 nouveaux habitants en trente ans.

### Enseignements
La commune de Mésigny relève de l'académie de Grenoble. Elle dispose d'une école primaire publique.

### Chasse
Grâce à son relief vallonné, à ses multiples ruisseaux et à ses nombreuses haies entretenues, la commune offre un biotope varié, propice au développement d'un gibier naturel diversifié : lapins, lièvres, faisans, chevreuils et sangliers, turdidés et bécasses des bois.

### Médias

#### Radios et télévisions
- Télévision locale : TV8 Mont-Blanc et France 3 Alpes.
- Radio locale : France Bleu Pays de Savoie, ODS Radio, Radio Semnoz

#### Presse et magazines
La presse écrite locale est notamment représentée par Le Dauphiné libéré, L'Essor savoyard et le Courrier savoyard.

#### Internet
Internet est présent dans tous les villages.

## Économie

### Revenus
| Revenus                                                                              | Mésigny (74179) | France métropolitaine |
| ------------------------------------------------------------------------------------ | --------------- | --------------------- |
| Revenu net déclaré moyen par foyer fiscal en 2009, en euros (1)                      | 28 748          | 23 433                |
| Foyers fiscaux imposables en % de l'ensemble des foyers fiscaux en 2009 (1)          | 68,4            | 54,3                  |
| Médiane du revenu fiscal des ménages par unité de consommation en 2010, en euros (2) | 23 517          | 18 749                |

(Sources :  
(1) DGFiP, Impôt sur le revenu des personnes physiques. 
(2) Insee - DGFiP, Revenus fiscaux localisés des ménages.)

### Emploi
| Catégorie                                           | 2009 | 2014 | 2020 |
| --------------------------------------------------- | ---- | ---- | ---- |
| Ensemble                                            | 471  | 473  | 525  |
| Taux d'actifs ayant un emploi en %                  | 76,2 | 74,3 | 82,7 |
| Taux de chômage en %                                | 4,5  | 5,5  | 5,3  |
| Taux d'inactifs (élèves, étudiants, retraités) en % | 23,8 | 25,7 | 17,3 |
| Source : Insee                                      |      |      |      |

|                                           | Hommes | %    | Femmes | %    |
| Ensemble                                  | 204    | 100  | 207    | 100  |
| ----------------------------------------- | ------ | ---- | ------ | ---- |
| Salariés                                  | 159    | 77,9 | 192    | 92,8 |
| Titulaires de la fonction publique et CDI | 143    | 70,1 | 170    | 82,1 |
| CDD                                       | 10     | 4,9  | 17     | 8,2  |
| Intérimaires                              | 2      | 1,0  | 2      | 1,0  |
| Emplois aidés                             | 0      | 0,0  | 0      | 0,0  |
| Apprentissage / Stage                     | 4      | 2,0  | 3      | 1,4  |
| Non-salariés                              | 45     | 22,1 | 15     | 7,2  |
| Indépendants                              | 26     | 12,7 | 12     | 5,8  |
| Employeurs                                | 19     | 9,3  | 3      | 1,4  |
| Aides familiaux                           | 0      | 0,0  | 0      | 0,0  |
| Source : Insee                            |        |      |        |      |

|                                                                        | 2009 | %    | 2014 | %    | 2020 | %    |
| ---------------------------------------------------------------------- | ---- | ---- | ---- | ---- | ---- | ---- |
| Ensemble                                                               | 340  | 100  | 326  | 100  | 411  | 100  |
| Actifs travaillants dans la commune de résidence                       | 37   | 10,9 | 33   | 10,1 | 39   | 9,5  |
| Actifs travaillants dans une commune autre que la commune de résidence | 303  | 89,1 | 293  | 89,9 | 372  | 90,5 |
| Source : Insee                                                         |      |      |      |      |      |      |

### Entreprises
| | Nombre | %     |
| --- | ------ | ----- |
| Ensemble                                                                                                  | 55     | 100,0 |
| Industrie manufacturière, industries extractives et autres                                                | 8      | 14,5  |
| Construction                                                                                              | 13     | 23,6  |
| Commerce de gros et de détail, transports, hébergement et restauration                                    | 12     | 21,8  |
| Information et communication                                                                              | 3      | 5,5   |
| Activités financières et d'assurance                                                                      | 0      | 0,0   |
| Activités immobilières                                                                                    | 3      | 5,5   |
| Activités spécialisées, scientifiques et techniques et activités de services administratifs et de soutien | 9      | 16,4  |
| Administration publique, enseignement, santé humaine et action sociale                                    | 2      | 3,6   |
| Autres activités de services                                                                              | 5      | 9,1   |
| Source : Insee                                                                                            |        |       |

La vie associative est importante dans la commune, où une dizaine d'associations organisent toutes sortes d'activités.

## Culture locale et patrimoine

### Lieux et monuments
- Château de Massy.
- Monument aux morts : il est situé sur la place de l'Église, à côté de la mairie et de l'église.
- Chapelle de Bornachon.

### Personnalités liées à la commune
- Pascal Hayot, peintre.